# Bahnhof Mainspitze
| \| \| \| Main-Neckar-Bahnhof \| \| \| \| Friedensbrücke (Main) \| \| \| \| Mainspitze \| \| \| \| Sachsenhausen nach Offenbach \| \| \| \| Bahnstrecke Frankfurt am Main–Heidelberg \| |  |                                          |                                          |
| Kopfbahnhof Streckenanfang (Strecke außer Betrieb) |  | Main-Neckar-Bahnhof                      | Main-Neckar-Bahnhof                      |
| Brücke über Wasserlauf (Strecke außer Betrieb) |  | Friedensbrücke (Main)                    | Friedensbrücke (Main)                    |
| Dienststation / Betriebs- oder Güterbahnhof (Strecke außer Betrieb) |  | Mainspitze                               | Mainspitze                               |
| Abzweig geradeaus und nach links (Strecke außer Betrieb) · Bahnhof quer (Strecke außer Betrieb)                                                                                        |  | Sachsenhausen nach Offenbach             | Sachsenhausen nach Offenbach             |
| Strecke (außer Betrieb) |  | Bahnstrecke Frankfurt am Main–Heidelberg | Bahnstrecke Frankfurt am Main–Heidelberg |

Der Bahnhof Mainspitze war ein Betriebsbahnhof der Main-Neckar-Eisenbahn-Gesellschaft in Frankfurt-Sachsenhausen. Er lag unmittelbar vor der künftigen Auffahrt auf die erste Main-Neckar-Brücke, etwa im Bereich der heutigen Straßenbahnhaltestelle Stresemannallee/Gartenstraße.

## Geschichte

### Betrieb
Er diente in der Zeit zwischen der Eröffnung der Bahnstrecke Frankfurt am Main–Heidelberg 1846 und der Fertigstellung der ersten Main-Neckar-Eisenbahnbrücke über den Main 1848 dazu, den aus Richtung Heidelberg und vom Darmstädter Main-Neckar-Bahnhof kommenden und nach dort fahrenden Zügen die Einfahrt in den Sachsenhäuser Bahnhof (später: Lokalbahnhof) zu ermöglichen. Der Sachsenhäuser Bahnhof diente in dieser Phase als provisorischer Endpunkt der Bahnstrecke Frankfurt am Main–Heidelberg und war von der Frankfurt-Offenbacher Lokalbahn angemietet. Dort waren die für eine Abfertigung der Fahrgäste erforderlichen Einrichtungen vorhanden.
Der Bahnhof Mainspitze stellte also die für die Fahrt aus der Hauptstrecke zum Sachsenhäuser Bahnhof erforderliche Wendemöglichkeit zur Verfügung. Dieses umständliche Verfahren war nötig, da ohne die Fertigstellung der Mainquerung die Main-Neckar-Bahn ihren Frankfurter Endbahnhof, den Main-Neckar-Bahnhof, nördlich des Mains, noch nicht erreichen konnte. Dieses Provisorium dauerte bis zum 15. November 1848, als die erste Main-Neckar-Brücke in Betrieb ging. Der Betriebsbahnhof Mainspitze wurde daraufhin aufgegeben und war somit der erste Bahnhof, dem dieses Schicksal in Frankfurt am Main widerfuhr.

### Unfälle

Die Eisenbahnunfälle vom 16. August 1846

Die Notwendigkeit, im Bahnhof Mainspitze die Fahrtrichtung zu wechseln, hatte zwei größere Unfälle zur Folge:
- Am Morgen des 16. August 1846 verbremste sich der Lokomotivführer des Lokalzugs von Darmstadt und fuhr über das Streckenende hinaus. Die Lokomotive blieb im Kies stecken.
- Am Nachmittag des gleichen Tages verbremste sich ein weiterer Lokomotivführer. Auch dessen Zug fuhr ungebremst über das Streckenende hinaus, allerdings schwungvoller: Er durchbrach den Bauzaun, die Lokomotive und einige Wagen stürzten am ersten Brückenpfeiler ab. Der Lokomotivführer konnte sich durch einen Sprung von dem Fahrzeug retten, der Heizer wurde von einem Wagen zerquetscht. Ein Fahrgast brach sich den Fuß, als er die Böschung hinunterfiel.[1][2]